# Utricularia subramanyamii
Utricularia subramanyamii är en tätörtsväxtart som beskrevs av M.K. Janarthanam och A.N. Henry. Utricularia subramanyamii ingår i släktet bläddror, och familjen tätörtsväxter. Inga underarter finns listade i Catalogue of Life.